# غلوجة (ميانة)
غلوجة هي قرية في مقاطعة ميانة، إيران. عدد سكان هذه القرية هو 78 في سنة 2006.